# Susan Sirma
Susan Sirma (* 26. Mai 1966) ist eine ehemalige kenianische Mittel- und Langstreckenläuferin.

## Sportliche Karriere
Erste Erfolge erzielte Sirma mit dem Gewinn der Silbermedaille über 1500 m bei den Ost- und Zentralafrikameisterschaften 1983 und dem Sieg im 5000-Meter-Lauf bei den kenianischen Meisterschaften 1986. Ende der 1980er Jahre etablierte sie sich als eine der besten Läuferinnen in Afrika, als sie bei den Afrikaspielen 1987 in Nairobi die Goldmedaille im 3000-Meter-Lauf und die Silbermedaille im 1500-Meter-Lauf gewann. Auf beiden Strecken nahm sie an den Olympischen Spielen in Seoul teil, schied dort jedoch bereits in den Vorrundenläufen aus.
Der endgültige internationale Durchbruch gelang ihr bei den Leichtathletik-Weltmeisterschaften 1991 in Tokio. Dort gewann sie hinter Tetjana Samolenko-Dorowskych und Jelena Romanowa aus der Sowjetunion die Bronzemedaille im 3000-Meter-Lauf und feierte damit den wichtigsten Erfolg ihrer Karriere. Sirmas Zeit von 8:39,41 min bedeutete zugleich einen neuen Afrikarekord. Im 1500-Meter-Lauf erreichte sie in Tokio den siebten Platz. Einige Wochen später konnte sie bei den Afrikaspielen  in Kairo ihren Titel über 3000 m verteidigen und siegte dieses Mal auch über 1500 m. Mit Zeiten von 8:49,33 min und 4:10,68 min stellte sie auf beiden Strecken Meisterschaftsrekorde auf.
1992 belegte sie bei den Crosslauf-Weltmeisterschaften in Boston den neunten Rang und führte Kenia zum Sieg in der Mannschaftswertung. Zuletzt trat sie im selben Jahr bei den Olympischen Spielen in Barcelona im 1500-Meter-Lauf an, scheiterte dort aber in der Vorrunde.

## Bedeutung für den kenianischen Laufsport
Während kenianische Läufer seit 1968 bei internationalen Großereignissen wie Olympischen Spielen und Weltmeisterschaften regelmäßig Medaillen im Mittel- und Langstreckenbereich gewannen, konnten Läuferinnen aus Kenia keine vergleichbaren Erfolge vorweisen. In der kenianischen Gesellschaft wurden sportliche Ambitionen von Frauen lange Zeit nicht unterstützt. Sirma war 1991 in Tokio die erste Kenianerin in der Geschichte, die eine Medaille bei Weltmeisterschaften gewann. Gemeinsam mit Läuferinnen wie Sally Barsosio und Tegla Loroupe, die bei den Weltmeisterschaften 1993 und 1995 Bronzemedaillen über 10.000 m errangen, legte sie so den Grundstein für den Aufstieg der Kenianerinnen in die Weltspitze des Mittel- und Langstreckenlaufs.

## Sonstiges
Susan Sirma ist 1,63 m groß und wog zu ihrer aktiven Zeit 52 kg. Die erfolgreiche Langstreckenläuferin Lornah Kiplagat ist ihre Cousine und wurde durch sie zum Laufen inspiriert. Kiplagat sagte über Sirma: “She had run abroad, and when she came home, to see her… to see her train… I would start to shake. It was like, ‘Wow!’ We sang songs about her. We would walk around her house. When I would run after a goat, I would think, ‘Run like Susan.’ Susan was like a really big thing.” („Sie war im Ausland gelaufen, und als sie heimkehrte, sie zu sehen… sie trainieren zu sehen… ließ mich erzittern. Es war wie ‚Wow!‘ Wir sangen Lieder über sie. Wir gingen um ihr Haus herum. Wenn ich einer Ziege hinterherlief, dachte ich ‚Lauf wie Susan.‘ Susan war wirklich eine große Sache.“)

## Bestleistungen
- 1500 m: 4:04,94 min, 29. August 1991, Tokio
- 3000 m: 8:39,41 min, 26. August 1991, Tokio
- 5000 m: 15:03,52 min, 10. September 1991, Berlin